# Jan-Willem Schut
Jan-Willem Schut is een Nederlandse politieagent en onder de naam Politievlogger Jan-Willem bekend als een vlogger op YouTube. Sinds mei 2018 is hij werkzaam bij de communicatieafdeling van de Nationale Politie in Driebergen, waar hij sinds februari 2020 'eindredacteur video' is. Daarnaast draait hij af en toe een dienst bij het basisteam Utrecht Centrum. 

## Carrière

### Politieagent
Schut is sinds mei 2018 specialist sociale media in Driebergen. Hij rijdt mee met 'reguliere' collega's als zij hem dit verzoeken. Sinds december 2021 heeft hij de rang Inspecteur. Eerder was hij wijkagent in Vianen (Utrecht) en hoofdagent in het basisteam Almere Buiten.

### Vlogger
Schut begon met vloggen in mei 2016. De eerste twee jaar gingen zijn vlogs met name over wat hij meemaakte tijdens zijn diensten in het basisteam Almere-Buiten, maar na verloop van tijd werd dit steeds meer landelijk: zo loopt hij regelmatig mee met andere diensten en laat in zijn vlogs alle soorten zien van het politiewerk. Dit kan gaan van recherche tot Mobiele Eenheid, of over het meedraaien met een dienst met een politiehond.
Zijn belangrijkste motivatie voor het vloggen is het laten zien wat de politie doet, om zo kritiek te pareren dat de politie te weinig doet.

### Bekende personen
In zijn vlogs neemt Schut regelmatig bekende personen mee, variërend van Enzo Knol en Humberto Tan tot zijn bazen korpschef Akerboom en toenmalig minister van Justitie en Veiligheid Grapperhaus.

### Politie Utrecht Zuid
In 2021 lanceerde Schut op zijn YouTube-kanaal vlogs van agenten uit bureau Utrecht Zuid. Deze video's worden elke zondag geüpload.